# 城門郊野公園

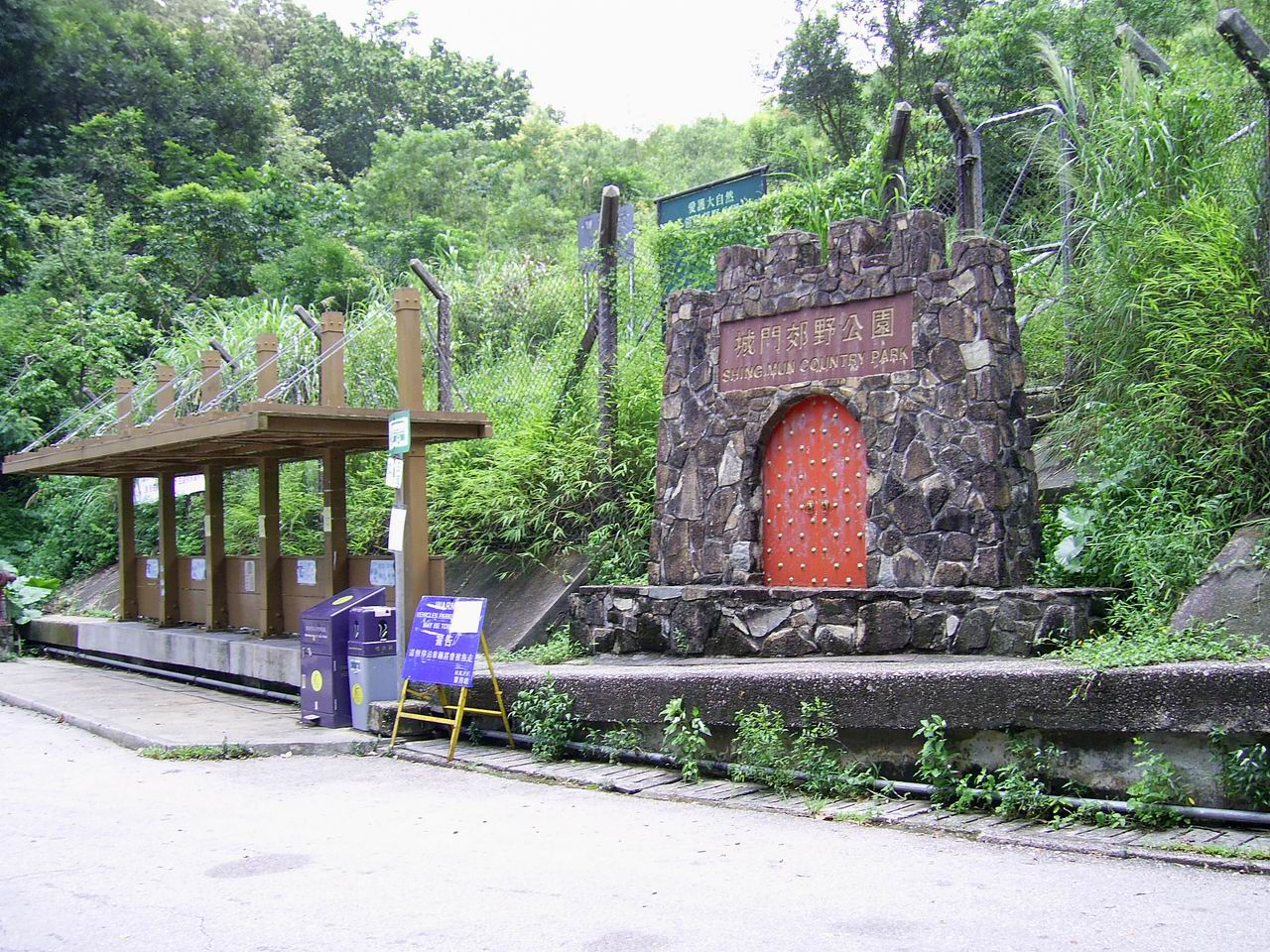
城門郊野公園菠蘿壩小巴總站

城門郊野公園（英語：Shing Mun Country Park），於1977年6月24日劃定，是香港的一個郊野公園，佔地達1,400公頃。公園位於北起鉛礦坳（屬大埔區），南至城門水塘道；西起大帽山，東至草山、針山、下城門水塘 （屬沙田區）。而位於大帽山東南山麓的城門水塘則在郊野公園之內，群山環繞，風景秀麗，早已成為郊遊勝地。
城門風水樹林特別地區及大帽山高地灌木林區特別地區位於城門郊野公園之內。

## 歷史
為應付九龍市區人口劇增對食水需求大增，當局於1933年開始興建城門水塘，並將該處的居民遷徙往新界地區。工程於1936年完成，適逢英皇喬治五世登基25週年紀念，故又名為「銀禧水塘」。
英軍在第二次世界大戰前夕曾經在城門一帶設置防線抵禦日軍入侵，現在仍可見戰時的英軍建立的壕溝及機槍堡，英軍在香港保衛戰防守香港失敗，香港進入日佔時期，城門區內樹木被大量斬伐，戰後重新植林，包括濕地松（愛氏松）、紅膠木、白千層及台灣相思等品種，這裏是香港的主要植林區之一。
香港政府於1971年由戴麟趾康樂基金（Sir David Trench Fund for Recreation）撥款，設置一批試驗性的郊遊康樂設施，甚受市民歡迎。成立於1977年的城門郊野公園，便是全港首批郊野公園之一，同期成立的還有金山郊野公園及獅子山郊野公園。
此外，為應付荃灣、葵涌和本郊野公園往來新界東區交通和減輕獅子山隧道的擠塞，政府特意在1987年2月建造城門隧道，在1990年4月啟用。

## 郊遊設施

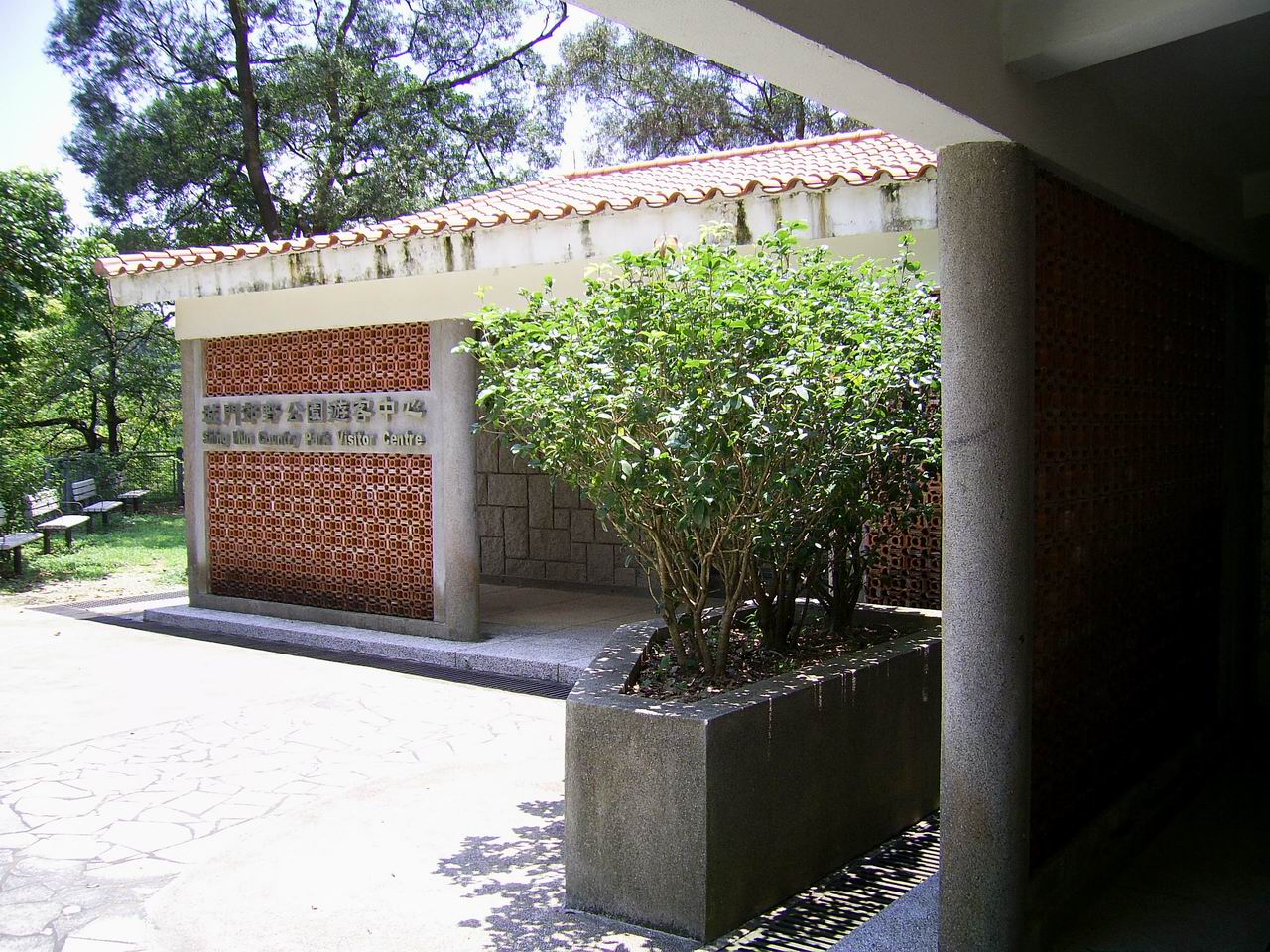
城門郊野公園遊客中心

城門郊野公園遊客中心位於小巴總站旁，於1987年落成，內設展覽介紹菠蘿壩地區之客家鄉民歷史（清代祖籍：五華、興寧縣一帶）與搬遷、水塘的建設與及早期採礦工業的資料，還有林地生境模型等展品。公園內並設有「標本林」，供遊客觀賞各種植物。2012年1月，有關單位耗資143萬港元為城門郊野公園遊客中心作行大型翻新，歷時逾7個月，於2012年7月14日重新開放。工程包括增設兩個立體模擬影像裝置，以展示針山一帶的礦坑，以及第二次世界大戰期間的軍事要塞及碉堡。透過增設的模擬立體影像及體感控制遊戲，訪客可以模擬當年在針山的礦工採礦，甚至扮演駐港英軍在城門碉堡投手榴彈以對抗日本皇軍的入侵，從一個全新的角度認識城門郊野公園。
水塘主壩一帶設有燒烤設施，並設廁所、茶水亭、避雨亭、護理員站崗、緩跑徑、菠蘿壩自然教育徑及觀景台等。而鉛礦坳附近有露營場地。

### 石屋廁所位置
以下石屋廁所沖水式廁所設有傷健人士廁格，每日有專人清潔。
- 城門郊野公園遊客中心
- 大城石澗（近客家風水林，每日只清潔乙次）
- 城門水塘五號燒烤塲近東壩
- 鉛鑛坳（位於麥理浩徑與衛奕信徑之交界，屬大埔區範圍）

## 城門標本林
城門標本林佔地4公頃，原為城門谷村落在興建水塘搬遷後荒廢的梯田，由1970年代初開始，陸續種植不同具代表性的樹木，直到2000年，共植有270多個本地或華南地區的植物品種，合共7,000多棵。

## 郊遊路徑
- 麥理浩徑（第7段）：是麥理浩徑的次短段落。由城門水塘主壩上針山、草山，再下行至鉛礦凹。設有3個出入口，包括: 針山之後沙田市中心 (至道風山路、沙田站及支路前往火炭華翠園、黃竹洋村)、草山後火炭荒村至駿洋邨、大埔公路大埔滘段。
- 衛奕信徑（第7段）：由城門水塘至元墩下，沿著水塘東堤畔的郊道可欣賞對岸的林木美景。此出口可前往大埔墟。
- 城門坳古道：「城門坳」即今日之鉛礦凹，為大步（大埔）往來淺灣（荃灣）之要道，嘉慶廿四年之《新安縣志》（1819年）有其之載也；該石砌路徑昔日（客家話：上擺）起點為泮涌，經碗窰、元墩下、打鐵屻、鉛礦凹至城門村，包括部份衛奕信徑逕段。城門坳古道於打鐵屻觀音宮現遺下光緒三十三年（1907年）行客捐金修廟之碑記，碗窰村旁於八十年代初仍豎有往九龍、荃灣（清代地名為「淺灣」）之問路石。
- 沙田郊遊徑：經下城門水塘前往大圍。
- 龍門郊遊徑：前往川龍。

## 站外鏈結
- 漁農自然護理署 城門 （页面存档备份，存于）

1. ↑  城門郊野公園遊客中心重開 （页面存档备份，存于） 《星島日報》 2012年7月13日